# Calvignasco
Calvignasco é uma comuna italiana da região da Lombardia, província de Milão, com cerca de 1.028 habitantes. Estende-se por uma área de 1 km², tendo uma densidade populacional de 1028 hab/km². Faz fronteira com Rosate, Vernate, Bubbiano, Casorate Primo (PV).

## Demografia
| Variação demográfica do município entre 1861 e 2011                               |
|                                                                                   |
| Fonte: Istituto Nazionale di Statistica (ISTAT) - Elaboração gráfica da Wikipedia |